# Sistem fizičkih simbola
Sistem fizičkih simbola (koji se naziva i formalni sistem) uzima fizičke obrasce (simbole), kombinujući ih u strukture (izraze) i manipulišući njima (koristeći procese) da bi proizveo nove izraze.
Hipoteza o sistemu fizičkih simbola (physical symbol system hypothesis, PSSH) je pozicija u filozofiji veštačke inteligencije koju su formulisali Alen Njuel i Herbert A. Sajmon. Oni su napisali:
„Fizički sistem simbola ima neophodna i dovoljna sredstva za opšte inteligentno delovanje.“— Alen Njuel i Herbert A. Sajmon
Ova tvrdnja implicira i da je ljudsko razmišljanje neka vrsta manipulacije simbolima (jer je sistem simbola neophodan za inteligenciju) i da mašine mogu biti inteligentne (jer je sistem simbola dovoljan za inteligenciju).
Ideja ima filozofske korene kod Hobsa (koji je tvrdio da je rasuđivanje „ništa drugo do računanje”), Lajbnica (koji je pokušao da stvori logički račun svih ljudskih ideja), Hjuma (koji je smatrao da se percepcija može svesti na „atomske utiske”) i čak Kanta (koji je analizirao sva iskustva kao kontrolisana formalnim pravilima). Najnovija verzija se zove računarska teorija uma, povezana sa filozofima Hilari Putnamom i Džerijem Fodorom.

## Primeri
Primeri sistema fizičkih simbola uključuju:
- Formalna logika: simboli su reči poput „i”, „ili”, „ne”, „za svako x” i tako dalje. Izrazi su izjave u formalnoj logici koje mogu biti istinite ili netačne. Procesi su pravila logičke dedukcije.
- Algebra: simboli su „+”, „×”, „x”, „y”, „1”, „2”, „3”, itd. Izrazi su jednačine. Procesi su pravila algebre, koja dozvoljavaju da se manipuliše matematičkim izrazom i zadrži njegova istinitost.
- Šah: simboli su figure, procesi su legalni šahovski potezi, izrazi su pozicije svih figura na tabli.
- Računar koji pokreće program: simboli i izrazi su strukture podataka, proces je program koji menja strukture podataka.

Hipoteza o sistemu fizičkih simbola tvrdi da su sledeći slučajevi takođe primeri sistema fizičkih simbola:
- Inteligentna ljudska misao: simboli su kodirani u našem mozgu. Izrazi su misli. Procesi su mentalne operacije mišljenja.
- Engleski jezik: simboli su reči. Izrazi su rečenice. Procesi su mentalne operacije koje omogućavaju govor, pisanje ili čitanje.

## Literatura
- Brooks, Rodney (1990), „Elephants Don't Play Chess” (PDF), Robotics and Autonomous Systems, 6 (1–2): 3—15, CiteSeerX 10.1.1.588.7539 , doi:10.1016/S0921-8890(05)80025-9, Приступљено 2007-08-30.
- Cole, David (јесен 2004), „The Chinese Room Argument”,  Ур.: Zalta, Edward N., The Stanford Encyclopedia of Philosophy.
- Crevier, Daniel (1993). AI: The Tumultuous Search for Artificial Intelligence. New York, NY: BasicBooks. ISBN 0-465-02997-3.
- Dennett, Daniel (1991), Consciousness Explained, The Penguin Press, ISBN 978-0-7139-9037-9
- Dreyfus, Hubert (1972), What Computers Can't Do, New York: MIT Press, ISBN 978-0-06-011082-6
- Dreyfus, Hubert (1979), What Computers Still Can't Do, New York: MIT Press.
- Dreyfus, Hubert; Dreyfus, Stuart (1986), Mind over Machine: The Power of Human Intuition and Expertise in the Era of the Computer, Oxford, U.K.: Blackwell
- Gladwell, Malcolm (2005), Blink: The Power of Thinking Without Thinking, Boston: Little, Brown, ISBN 978-0-316-17232-5.
- Haugeland, John (1985), Artificial Intelligence: The Very Idea, Cambridge, Mass.: MIT Press.
- Hobbes (1651), Leviathan.
- Horst, Steven (јесен 2005), „The Computational Theory of Mind”,  Ур.: Zalta, Edward N., The Stanford Encyclopedia of Philosophy.
- Kurzweil, Ray (2005), The Singularity is Near, New York: Viking Press, ISBN 978-0-670-03384-3.
- McCarthy, John; Minsky, Marvin; Rochester, Nathan; Shannon, Claude (1955), A Proposal for the Dartmouth Summer Research Project on Artificial Intelligence, Архивирано из оригинала 2008-09-30. г..
- Newell, A.; Shaw, J. C.; Simon, H. A. (1958), „Elements of a theory of human problem solving”, Psychological Review, 65 (3): 151—166
- Newell, Allen; Simon, H. A. (1963), „GPS: A Program that Simulates Human Thought”,  Ур.: Feigenbaum, E.A.; Feldman, J., Computers and Thought, New York: McGraw-Hill
- Newell, Allen; Simon, H. A. (1976), „Computer Science as Empirical Inquiry: Symbols and Search”, Communications of the ACM, 19 (3): 113—126, doi:10.1145/360018.360022
- Nilsson, Nils (2007),  Lungarella, M., ур., „The Physical Symbol System Hypothesis: Status and Prospects” (PDF), 50 Years of AI, Festschrift, LNAI 4850, Springer, стр. 9—17
- Searle, John (1999), Mind, language and society, New York, NY: Basic Books, ISBN 978-0-465-04521-1, OCLC 231867665
- Turing, Alan (октобар 1950), „Computing machinery and intelligence”, Mind, LIX (236): 433—460, doi:10.1093/mind/LIX.236.433, Архивирано из оригинала 2008-07-02. г.